# ستيفي سميث
ستيفي سميث (بالإنجليزية: Stevie Smith)‏‏ (20 سبتمبر 1902 في كينغستون أبون هال - 7 مارس 1971 في لندن) شاعرة، ورسامة توضيحية، وروائية، ومؤدية، وكاتِبة من المملكة المتحدة.

## روابط خارجية
- ستيفي سميث على موقع الموسوعة البريطانية (الإنجليزية)
- ستيفي سميث على موقع ميوزك برينز (الإنجليزية)
- ستيفي سميث على موقع ديسكوغز (الإنجليزية)